# Герб Хмельницкого
Герб Хмельницкого (укр. Герб Хмельницького) — официальный символ города Хмельницкий Хмельницкой области Украины. Утверждён на сессии городского совета 27 сентября 1990 года.

## Описание
Гербовый щит имеет форму испанского закругленного щита и золотое обрамление. 
На синем фоне щита расположены (как и на флаге Хмельницкого) три перекрещенных стрелы золотого цвета. Вертикальная стрела, длина которой составляет 2/3 от длины щита, имеет острие направленное книзу, тогда как у двух, склоненных на 45 градусов к вертикали, острие направлено вверх.

## Ошибки
На официальном рисунке герба длина стрелы составляет 5/6, что не соответствует описанию длины щита.

## Предыдущие гербы

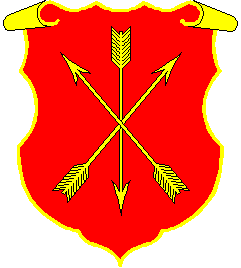
Герб времён Речи Посполитой

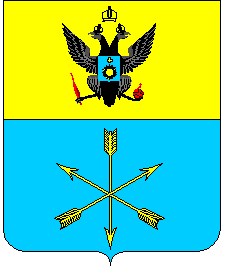
Герб времён Российской Империи

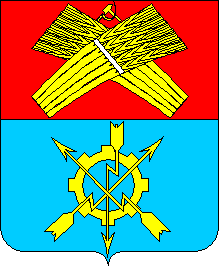
Герб Советского периода

Поскольку Хмельницкий (Проскуров) за свою историю принадлежал к разным странам (государственным образованиям), его герб неоднократно менял свой облик, но сохранял некоторые общие элементы.

### Герб времён Речи Посполитой
Современный герб города имеет схожие черты с гербом города во времена Речи Посполитой.
Описание: На гербе изображены три перекрещенных серебряных стрела, как и на современном гербе. Свидетельства об этом гербе были найдены в записях фрисландского путешественника Ульриха фон Вердума, находившегося на Подолье в 1671 году. В этих записях рассказывается о том, что один из представителей рода Замойских погиб от смертельных ран, когда был пронизан насквозь тремя копьями в одной из битв. Перед смертью воин рассказал королю, что «смертельные раны мучают его меньше, чем один из соседей, владевший совместно с ним половиной деревни». Потому позже король выкупил эту половину села, которую и подарил Замойским вместе с гербом. На гербе были изображены три скрещенных копья, но позже, вероятно, их заменили стрелами.

### Герб времён Российской Империи
Герб Проскурова времен Российской Империи отличался от современного сильнее предыдущего, поскольку состоял из двух разных частей: верхней и нижней. Был утвержден 22 января 1796 года. Свидетельство использования этого герба обнаруживается в судебных актах.
Описание: Фон верхней части щита — желтого цвета. В этой же части был изображён Подольский герб. Нижняя часть герба несколько повторяла элементы всех гербов Хмельницкого: в ней расположены три перекрещенных стрелы, но уже на лазурном поле.

### Герб Советского периода
Герб Хмельницкого в советское время отличался больше всего среди гербов всех других периодов.
Он был утвержден 14 апреля 1971 года. Автор проекта — Вячеслав Громыхин.
Описание: Герб сохранил двухуровневую структуру герба времён Российской Империи, то есть щит герба был разделен на две части: верхнюю и нижнюю. Цвет нижней части остался лазурным, а цвет верхней части был изменен на красный. В верхней части были изображены два перекрещенных снопа пшеницы золотистого цвета (символ аграрного края), над которыми изображен серп и молот. В нижней части была изображена шестерня золотого цвета. Три стрелы предыдущих гербов трансформировались в заломленные перекрещенные молнии.

## См.также
- Флаг Хмельницкого